# John Wyer

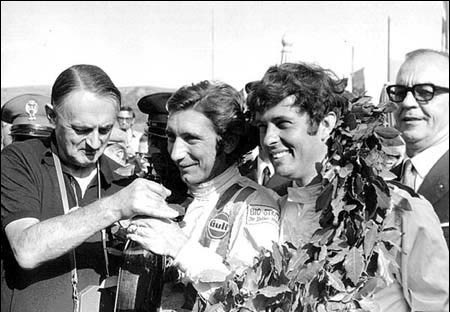
John Wyer (a sinistra), Jo Siffert e Brian Redman dopo la cerimonia di premiazione della Targa Florio del 1970.

John Wyer (Kidderminster, 11 dicembre 1909 – Scottsdale, 8 aprile 1989) è stato un ingegnere e direttore sportivo inglese che ha ottenuto grandi successi nelle competizioni automobilistiche di durata.

## Carriera
A diciotto anni viene assunto dalla Sunbeam come apprendista e in seguito si trasferisce in Francia per lavorare alla Solex. Resta in quel Paese fino al dopoguerra, cimentandosi anche come pilota, esperienza chiusa rapidamente in seguito ai deludenti risultati. Passa quindi a gestire il Garage Monaco, scuderia che porta in pista le vetture del gentleman-driver Dudley Folland, con cui partecipa anche alla 24 Ore di Le Mans 1949. Proprio in questa occasione si fa notare da David Brown, proprietario dell'Aston Martin, di cui diventa direttore sportivo nel 1950 e a cui impone il suo metodo di lavoro fatto di preparazione maniacale delle competizioni, cura dei più piccoli dettagli, impostazione della tattica di gara più redditizia.
Dopo aver lavorato per più di dieci anni all'Aston Martin e aver conquistato la 24 Ore di Le Mans 1959 mettendo in pista la DBR1 di Carroll Shelby e Roy Salvadori, nel 1963 accettò l'offerta della Ford di dirigere il suo nuovo centro di ricerca a Slough, in Inghilterra, denominato Ford Advanced Vehicles Ltd. e impiantato con lo specifico scopo di portare avanti il progetto agonistico della Ford GT40.
Alla fine del 1966, quando la Ford cambiò i suoi piani, rilevò l'attività dagli americani e con il suo socio John Willment diede vita alla J.W. Automotive Engineering Ltd. (JWA), che si occupava dell'assistenza delle GT40 sul mercato europeo e partecipava alle competizioni come scuderia privata.
Con le GT40 della JWA e grazie al sostegno economico della Gulf Oil, l'ingegnere inglese ottenne numerose vittorie, tra cui vale la pena ricordare il Campionato Mondiale per Vetture Sport del 1968, la 24 Ore di Le Mans 1968 e 1969. Divenute obsolete le Ford, il team acquistò per la stagione 1970 le Porsche 917, contribuendo alla realizzazione della loro nuova veste aerodinamica e vincendo molte gare nel biennio 1970-71, fino al bando delle vetture sport 5 litri.
In seguito al cambio regolamentare, per la stagione 1972 la JWA progettò un prototipo spinto dal motore Cosworth DFV di Formula 1, da molti ritenuto un propulsore inadatto alle gare di durata. Ma il tecnico inglese, che intanto si stava a mano a mano defilando dalla gestione della scuderia lasciandola nelle mani del suo direttore tecnico John Horsman, dopo tre anni di sviluppo riuscì nell'impresa di vincere a Le Mans ancora una volta, grazie alla Gulf GR8 pilotata da Jacky Ickx e Derek Bell.
Dopo aver ottenuto quest'ultimo prestigioso risultato, nel 1976 John Wyer abbandonò definitivamente le competizioni vendendo il suo team all'americana Grand Touring Cars di Harley Cluxton.